# Pjesnička večer u Ujevićima
Pjesnička večer u Ujevićima je književna manifestacija koja se održava u Gornjim Ujevićima u Krivodolu. Održava se u sklopu Kulturnog ljeta, u organizaciji Kulturno-umjetničke udruge Ujević, na ljetnoj kamenoj pozornici ispod kapele sv. Mihovila (iz 1779.). Ova večer imotskih pjesnika i njihovih gostiju održava se jednom godišnje, počevši od 2011. godine. U noćima uoči sv. Lovre, pjesnici se okupljaju iznad kamenog spomenika Tina Ujevića, što ga je isklesao Ljubomir Žužul.
2016. je sudjelovalo 14 pjesnika. Drago Čondrić, Branka Buljan Petričević, Frane Livajić, Ivan Ujević, Petar (Sučević) Ujević, Vesna Ujević, Augustin Ago Kujundžić, Julija Stapić Katić, Ivan Bitanga Šujan, Ivica Šušić, Mate Buljubašić i Zvonimir Penović. Ana Ujević Begova i Mara Ožić Bebek Imotica predstavili su se aforizmima i vinskim anegdotama. U glazbenom dijelu programa pjevao je Marko Dodig Paško, koji je uglazbio slavni Tinov sonet „Hrvatskim mučenicima“.